# Ануфрієва Ольга Сергіївна
Ольга Сергіївна Ануфрієва (нар. 6 листопада 1925, село Любарці, тепер Бориспільського району Київської області — ?) — українська радянська діячка, новатор виробництва, розкрійниця 6-ї Київської взуттєвої фабрики міста Києва. Депутат Верховної Ради УРСР 6—8-го скликань. Герой Соціалістичної Праці (9 червня 1966).

## Біографія
З 1950-х років — розкрійниця 6-ї Київської взуттєвої фабрики міста Києва.
Член КПРС.
З 1980-х років — майстер дільниці базової експериментальної взуттєвої фабрики імені 50-річчя Радянської України міста Києва.
Потім — на пенсії у місті Києві.

## Нагороди
- Герой Соціалістичної Праці (9.06.1966)
- орден Леніна (9.06.1966)
- ордени
- медалі